# Saint-Manvieu-Bocage
Saint-Manvieu-Bocage est une ancienne commune française, située dans le département du Calvados en région Normandie, devenue le 1er janvier 2017 une commune déléguée au sein de la commune nouvelle de Noues de Sienne.
Elle est peuplée de 544 habitants.

## Géographie

### Localisation
La commune est à l'ouest du Bocage virois. Son bourg est à 6 km à l'est de Saint-Sever-Calvados et à 8 km à l'ouest de Vire.
Le territoire est au sud de la route départementale no 524 (ancienne route nationale 24bis) reliant Vire à Saint-Sever-Calvados et Villedieu-les-Poêles. Du bourg, on y accède par une voie communale. Le bourg est traversé par la D 218 qui permet de rejoindre Saint-Sever-Calvados à l'ouest et Saint-Germain-de-Tallevende-la-Lande-Vaumont au sud-est. Elle croise à l'ouest du bourg la D 185 reliant Mesnil-Clinchamps au nord à Champ-du-Boult au sud-ouest. Entre le bourg et le lac de la Dathée au sud-est, la D 218 croise la D 150 permettant de joindre Vire à Champ-du-Boult. L'accès à l'A84 est à La Colombe (sortie 38) à 22 km à l'ouest.
| Mesnil-Clinchamps (comm. nouv. de Noues de Sienne)    | Mesnil-Clinchamps (comm. nouv. de Noues de Sienne)                                                                            | Coulonces (comm. nouv. de Vire Normandie), Vire (comm. nouv. de Vire Normandie) |
| Saint-Sever-Calvados (comm. nouv. de Noues de Sienne) | Saint-Manvieu-Bocage | Vire (comm. nouv. de Vire Normandie)                                            |
| Champ-du-Boult (comm. nouv. de Noues de Sienne)       | Champ-du-Boult (comm. nouv. de Noues de Sienne), Saint-Germain-de-Tallevende-la-Lande-Vaumont (comm. nouv. de Vire Normandie) | Vire (comm. nouv. de Vire Normandie)                                            |

### Géologie et relief
Le point culminant (290 m) se situe au sud-ouest, près du lieu-dit la Bruyère aux Fleury, sur une pente atteignant la cote de 296 m, sur la commune voisine, Saint-Sever-Calvados. Le point le plus bas (148 m) correspond à la sortie de la Dathée du territoire, au sud-est. La commune est bocagère.

### Hydrographie
Saint-Manvieu-Bocage est dans le bassin de la Vire, principalement par son sous-affluent la Dathée qui délimite le territoire et le traverse partiellement au sud. Un barrage y constitue une retenue d'eau, lieu de divertissement du Bocage virois. Quatre de ses courts affluents drainent les eaux de la plus grande partie du territoire communal. Une partie nord-ouest est dans le bassin d'un autre affluent du fleuve côtier, la Brévogne, le bourg se situant sur la ligne de partage des eaux. Une pointe nord-est du territoire alimente un petit affluent direct de la Vire.

## Toponymie
La paroisse est dédiée à Manvieu, évêque de Bayeux au Ve siècle.
En 1904, Saint-Manvieu devient Saint-Manvieu-Bocage, évitant ainsi l'homonymie avec la commune de Saint-Manvieu dans le canton de Tilly-sur-Seulles.
Le gentilé est Mévéen.

## Histoire
Le 1er janvier 2017, Saint-Manvieu-Bocage intègre avec neuf autres communes la commune de Noues de Sienne créée sous le régime juridique des communes nouvelles instauré par la loi no 2010-1563 du 16 décembre 2010 de réforme des collectivités territoriales. Les communes de Champ-du-Boult, Le Gast, Courson, Fontenermont, Mesnil-Clinchamps, Le Mesnil-Caussois, Le Mesnil-Benoist, Saint-Manvieu-Bocage, Saint-Sever-Calvados et Sept-Frères deviennent des communes déléguées et Saint-Sever-Calvados est le chef-lieu de la commune nouvelle.

## Politique et administration
| Période                                  | Période       | Identité         | Étiquette | Qualité                        |
| ---------------------------------------- | ------------- | ---------------- | --------- | ------------------------------ |
| Les données manquantes sont à compléter. |               |                  |           |                                |
| mars 1983                                | mars 2001     | Claude Guillouet | SE        | Enseignant en arts plastiques  |
| mars 2001                                | décembre 2016 | Georges Ravenel  | SE        | Directeur de cabinet comptable |

Le conseil municipal était composé de quinze membres dont le maire et trois adjoints. Ces conseillers intègrent au complet le conseil municipal de Noues de Sienne le 1er janvier 2017 jusqu'en 2020 et Georges Ravenel devient maire délégué.

## Population et société

### Démographie
L'évolution du nombre d'habitants est connue à travers les recensements de la population effectués dans la commune depuis 1793. À partir du 1er janvier 2009, les populations légales des communes sont publiées annuellement dans le cadre d'un recensement qui repose désormais sur une collecte d'information annuelle, concernant successivement tous les territoires communaux au cours d'une période de cinq ans. 
Pour les communes de moins de 10 000 habitants, une enquête de recensement portant sur toute la population est réalisée tous les cinq ans, les populations légales des années intermédiaires étant quant à elles estimées par interpolation ou extrapolation. Pour la commune, le premier recensement exhaustif entrant dans le cadre du nouveau dispositif a été réalisé en 2007,.
En 2021, la commune comptait 544 habitants, en évolution de −0,55 % par rapport à 2015 (Calvados : +1,58 %, France hors Mayotte : +2,49 %).
Saint-Manvieu a compté jusqu'à 931 habitants en 1831.
| 1793 | 1800 | 1806 | 1821 | 1831 | 1836 | 1841 | 1846 | 1851 |
| ---- | ---- | ---- | ---- | ---- | ---- | ---- | ---- | ---- |
| 850  | 691  | 818  | 861  | 931  | 870  | 907  | 906  | 901  |

| 1856 | 1861 | 1866 | 1872 | 1876 | 1881 | 1886 | 1891 | 1896 |
| ---- | ---- | ---- | ---- | ---- | ---- | ---- | ---- | ---- |
| 830  | 809  | 806  | 777  | 721  | 702  | 672  | 702  | 633  |

| 1901 | 1906 | 1911 | 1921 | 1926 | 1931 | 1936 | 1946 | 1954 |
| ---- | ---- | ---- | ---- | ---- | ---- | ---- | ---- | ---- |
| 610  | 616  | 559  | 511  | 517  | 500  | 478  | 574  | 491  |

| 1962 | 1968 | 1975 | 1982 | 1990 | 1999 | 2007 | 2012 | 2017 |
| ---- | ---- | ---- | ---- | ---- | ---- | ---- | ---- | ---- |
| 466  | 429  | 364  | 354  | 420  | 507  | 546  | 550  | 556  |

| 2019 | - | - | - | - | - | - | - | - |
| ---- | - | - | - | - | - | - | - | - |
| 546  | - | - | - | - | - | - | - | - |

## Culture locale et patrimoine

### Lieux et monuments
- L'église Saint-Pierre, du XVe siècle, est inscrite aux Monuments historiques[11]. Une Vierge à l'Enfant, du XVe également, est classée à titre d'objet[12].
- Château de la Dolère (XVIIIe siècle).
- Le barrage de la Dathée.
- Le golf de la commune de Vire.
- le poteau de Quintaine.
- Le mont Mirel.
- Le parcours de santé dans les Monts.